# 足立区首なし殺人事件
足立区首なし女性焼殺事件（あだちくくびなしじょせいしょうさつじけん）とは1996年（平成8年）1月に発覚した殺人事件。
犯人の小野 悦男は過去に殺人事件で起訴されたが無罪を勝ち取ったため、一時は冤罪のヒーローのように扱われたことがある。

## 概要
1996年（平成8年）1月9日、足立区東六月町の駐車場で布団に包まれた女性の首なし焼死体が発見された。女性死体は陰部が切り取られていた。警察は被害者が41歳女性であり、当時同居していた人物が小野 悦男だったことをつきとめた。
小野は1968年から1974年に発生した首都圏女性連続殺人事件で犯人視され、その内の松戸市の1事件で殺人罪で起訴され1986年に一審で無期懲役判決が出たが、1991年に無罪を勝ち取っていた。その後、小野は代用監獄や自白偏重捜査を批判する冤罪のヒーロー的存在となっており、刑事裁判の過程で出来た支援団体の存在があった。そのため警察は慎重に捜査を進め、遺体に付着していた体液と照合しようと、浮浪者に変装するなどして彼の唾液を採取した。
4月26日、小野が5歳の幼女に性的暴行を加え首を絞めた殺人未遂罪の容疑で逮捕される。DNA鑑定により、首なし遺体に付着していた体液のDNAと、小野のDNAが一致。
5月2日、小野の家宅捜索で、裏庭の地中から首なし遺体と切断面が合致する頭蓋骨と遺体切断に使われたノコギリ、さらに切り取られた陰部を冷蔵庫から発見。これにより小野が殺害を自供した。
供述によると「女性と公園で出会い同居生活を始めたが、1月5日の夜、女性が家事をしないことで口論となり、頭をバットで殴ったところ死亡してしまった。せめて彼女の実家に骨だけでも返したくて、遺体を焼いたがなかなか骨にならず、頭部だけ持ち帰った」という。
1999年（平成11年）2月9日、小野に対して殺人罪で有罪とし、無期懲役が確定した。

## その他
この事件では、窃盗や暴行などの数々の前科がありながら小野が殺人事件で無罪となったことで冤罪のヒーローとして無批判に持ち上げたことは一面的な観点であったと批判が出た。
また、無罪となった松戸事件を始め、その他の首都圏女性連続殺人事件の中にも、小野が関与した事件もあったのではないかという疑念も出た。